# Peter Nylund
Peter Nylund, född 28 augusti 1981 i Borås, är en svensk före detta mellanviktsboxare. Hans tränare och manager var Shadeed Suluki. 
Nylund blev svensk shootfightingmästare i 70kg-klassen 2000 och thaiboxningsmästare i 71kg-klassen 2001. 2004 flyttade Nylund till USA för att satsa på professionell boxning. Han förlorade sin debutmatch, men vann därefter tre raka matcher.
Han avslutade sin boxningskarriär 2007 efter två raka förluster.